# Flaga Kirgiskiej SRR
Flaga Kirgiskiej Socjalistycznej Republiki Radzieckiej w opisanej postaci obowiązywała od 22 grudnia 1952 r. 
Flaga ta nie nawiązywała w żaden sposób do specyfiki kraju, który miała symbolizować i podobnie jak flagi innych radzieckich republik zawierała pewne typowe elementy. 
Dominującym kolorem flagi była czerwień – barwa flagi ZSRR. Kolor ten od czasów Komuny Paryskiej był symbolem ruchu komunistycznego i robotniczego, jako nawiązanie do przelanej przez robotników krwi.
Flaga w lewym górnym rogu zawierała wizerunek złotego sierpa i młota oraz umieszczoną nad nimi czerwoną pięcioramienna gwiazdę w złotym obramowaniu. Sierp i młot symbolizowały sojusz robotniczo-chłopski, a czerwona gwiazda – przyszłe, spodziewane zwycięstwo komunizmu we wszystkich pięciu częściach świata. Ponadto przez takie umieszczenie symboli flaga nawiązywała graficznie do flagi ZSRR.
Przed 1952 r. na fladze, na czerwonym tle znajdował się ponadto napis cyrylicą z częściowo skróconą nazwą kraju w języku kirgiskim (КЫРГЫЗ ССР) i rosyjskim (КИРГИЗСКАЯ ССР).
Po uzyskaniu niepodległości przez Kirgistan flagę Kirgiskiej SRR zastąpiono innym symbolem, nawiązującym do specyfiki kraju – przyjętą 3 marca 1992 r. flagą Kirgistanu.